# Dimarella (Dimarella) nayarita
Dimarella (Dimarella) nayarita is een insect uit de familie van de mierenleeuwen (Myrmeleontidae), die tot de orde netvleugeligen (Neuroptera) behoort. 
Dimarella (Dimarella) nayarita is voor het eerst wetenschappelijk beschreven door Stange in Miller & Stange in 1989.